# Майер, Себастиан
Себа́стиан Ма́йер (нем. Sebastian Maier; 18 сентября 1993, Ландсхут, Германия) — немецкий футболист, полузащитник клуба «Унтерхахинг».

## Карьера

### Клубная
Майер начал играть в футбол в Ваймихле в одноимённом клубе. В 2004 его приняли в юниорскую академию клуба «Мюнхен 1860». Там он прошёл все возрастные группы, начиная с группы до 12 лет. С 2007 года он жил в клубном интернате. В сезоне 2010/11 Майер входил основной состав команды «львов» до 19 лет, которая играет в юношеской Бундеслиге. В том сезоне команда квалифицировалась к участию в финальном этапе розыгрыша первенства, но по итогам двух полуфинальных игр проиграла сверстникам из «Кайзерслаутерна». Себастиан участвовал в обеих играх.
В ходе подготовки к сезону 2011/12 тренер мюнхенцев перевёл Майера и ещё 7 игроков, которые в прошедшем сезоне играли за команду до 19 лет, в основную команду. В июне и июле он вышел за неё на поле в 5 товарищеских встречах. В текущем сезоне Себастиан является самым молодым игроком в составе команды. 6 августа состоялся его профессиональный дебют, когда он вышел на замену в выездном матче против «Энерги» из Котбуса. Всего до зимней паузы он 7 раз появлялся на поле в играх за основную команду и ещё трижды сыграл за вторую.
В мае 2016 года Майер подписал контракт с клубом «Ганновер 96». В составе клуба дебютировал 5 августа в матче против «Кайзерслаутерна». В первом сезоне Себастиан провёл 17 матчей и забил 2 гола во Второй Бундеслиге — его команда по итогам сезона заняла второе место в чемпионате и вернулась Бундеслигу.
27 августа 2017 года он провёл первую игру в Бундеслиге против «Шальке 04». В мае 2018 года подписал контракт с клубом «Бохум».

### В сборной
23 августа 2011 Майер впервые вышел на поле в форме немецкой сборной. Это случилось в игре юношеской команды немцев до 19 лет против Эстонии. Также он сыграл в матчах против Бельгии и Нидерландов 1 и 4 сентября соответственно.

## Интересные факты
Своим примером для подражания он называет Андреса Иньесту. Ещё одним идолом для него является Мартин Макс, с сыном которого он раньше вместе играл за юниоров и дружил.
Себастиан с детства является болельщиком «Арсенала» и в будущем он хотел бы поиграть в Англии. Об этом он заявил в одном из интервью.